# Sedbury

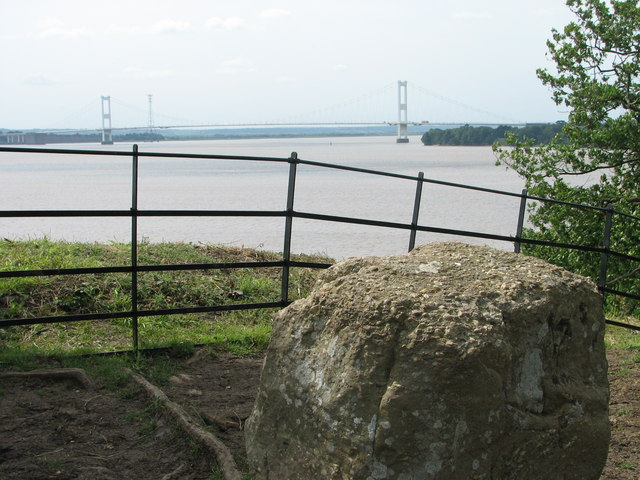
Sedbury

Sedbury és una vila situada en el bosc de Dean, al districte oest de Gloucestershire, Anglaterra. Es troba a la riba oriental del riu Wye, davant de la ciutat gal·lesa de Chepstow. El poble es troba a la parròquia de Tidenham.
Sedbury es troba en el costat oriental de l'extrem sud de la Muralla d'Offa, una rasa defensiva construïda a finals del segle vuitè per l'anglosaxó Offa de Mèrcia per marcar la frontera amb Gal·les. Després de la conquesta normanda, la casa pairal de Tidenham, que va incloure Sedbury, va caure durant el senyoriu de Striguil o Chepstow. Va ser traslladada a Gloucestershire.
Fins a principis del segle xix, Sedbury es coneix generalment com Sudbury, un nom derivat de "fortificació sud". El desenvolupament del llogaret va començar durant la Primera Guerra Mundial, quan es va construir un camp de presoners de guerra al nord de la carretera principal. Més tard, algunes cabanes van ser construïdes per als Royal Engineers treballant per establir el Drassana Nacional en Beachley, i les cases es van construir a Pennsylvania Farm (ara Mercian Way) a mitjans de segle XX incloent més habitatges, botigues, un pub i escoles prop de la carretera principal. Un major desenvolupament va ser proposat en 2013.
Fins a l'obertura del pont de Severn a prop, en 1966, els transbordadors creuaven l'estuari del Severn entre les localitats de Beachley i Aust.
Sedbury House és un edifici georgià dissenyat per Sir Robert Smirke, l'arquitecte del Museu Britànic, i catalogat de grau II. es va establir La finca que envolta, com Barnesville, al voltant de 1800 per Sir Henry Cosby. En 1825 va ser comprat per l'historiador i antiquari George Ormerod, qui li va canviar el nom Sedbury Park, i va encarregar Smirke afegir columnes clàssiques i un pòrtic de la casa existent. la filla menor d'Ormerod, Eleanor Anne Ormerod, va néixer allí en 1828, després es va convertir en un reconegut entomòleg. Les finques van ser comprades per l'empresari i polític Samuel Marling en 1875, i el seu fill William Henry Marling van fer importants modificacions a la casa al voltant de 1898. La finca va incloure 25 granges en Tidenham, Hewelsfield i Woolaston. La casa fou la llar del coronel Sir Percival Marling fins que la va vendre en 1921. Després es va convertir en un hotel, i una escola el 1942, abans de ser convertida en una residència d'avis residencial. En la dècada de 1930 molts dels accessoris i mobiliari van ser retirats de Sedbury House a la casa de Tennessee de Leslie Cheek, hereu de l'imperi del cafè Maxwell House. El bloc de l'estable i cotxera s'han convertit en propietats residencials.